# Club de Regatas Hispano Argentino

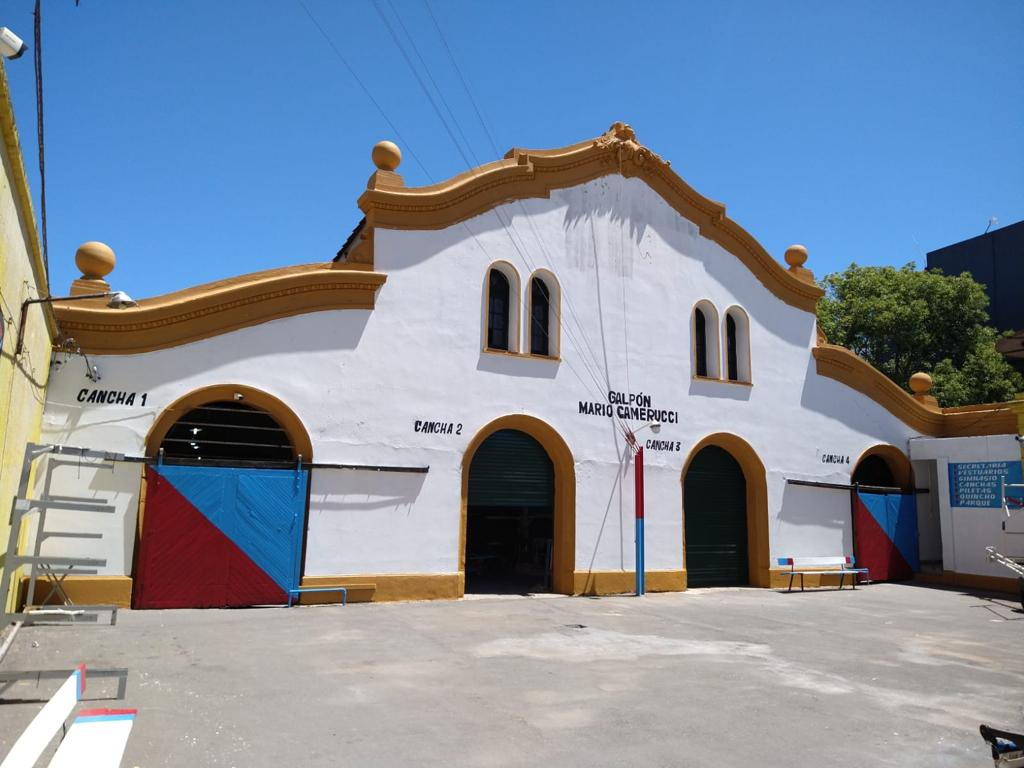
Galpón de Botes

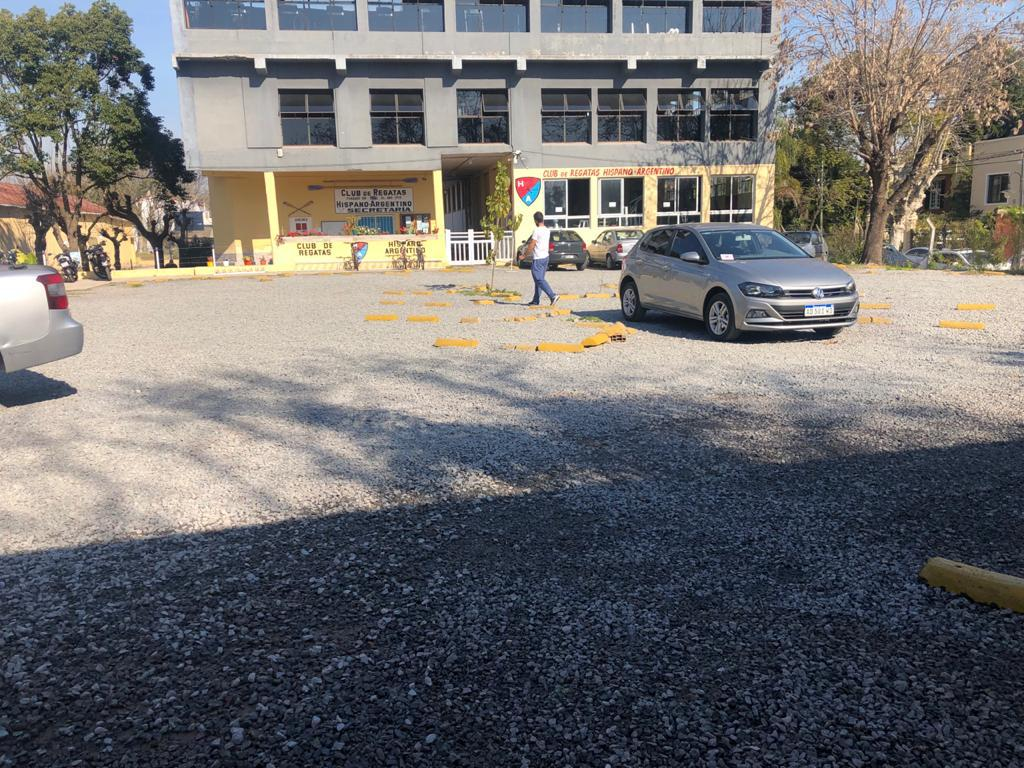
Estacionamiento y Secretaría

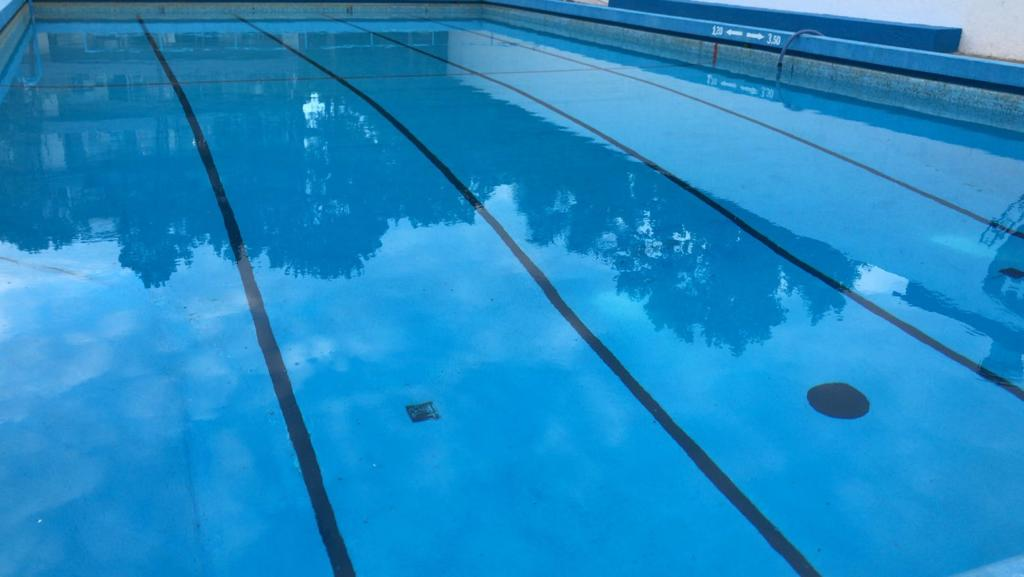
Pileta del Club

El Club de Regatas Hispano Argentino es un club privado con fines deportivos, situado en la ciudad de Tigre, en la Provincia de Buenos Aires, a unos 30 km de la ciudad de Buenos Aires, Argentina.

## Historia
El club fue fundado el 10 de abril de 1913. Un grupo de caballeros de la colectividad española de Buenos Aires, algunos de los cuales eran socios de clubes de remo ya existentes y otros simplemente aficionados al deporte, concibieron la idea de crear una entidad formada por españoles y argentinos para fomentar la práctica del remo. Así quedó formado el Club de Regatas Hispano Argentino. 
El 25 de enero de 1914 fue inaugurado el local de la sede social y deportiva, en la calle Paseo Victorica, a orillas del río Luján en Tigre, predio que ocupa actualmente. 
El 29 de marzo del mismo año debutan oficialmente los colores del club en una regata oficial. Los dirigentes de esa época compraron 19 botes en el primer año, 32 en el segundo y 42 en el tercero, hasta llegar a tener 255 botes.
Adquiriendo terrenos linderos, el club fue creciendo en espacio y capacidad deportiva. Desde sus comienzos se mantiene el objetivo de los fundadores, que es la práctica del remo.

## Tradición
El Club posee una tradición, por la que cada vez que hay luna llena, los socios y los invitados del club se congregan en la rampa de entrada y salida de botes del club que tiene sobre el Río Luján para cumplir con un rito que se fue trasmitiendo año tras año. Todos se ubican en distintos botes a dar un paseo por el río hasta llegar al Restaurante Caraguatá.
Los navegantes bajan al restaurante para cenar y bailar. Después, en caravana, emprenden el regreso con la satisfacción de haber compartido una memorable velada.

## Infraestructura
- 1 Cancha Multifuncional (apta para Básquet, Fútbol 5, Handball, voley)
- Canchas de Tenis
- Piscina
- Pileta para niños
- Quinchos para hacer asados (con capacidad para 300 personas con parrillas y mesas)
- Solárium
- Más de 200 botes de remo travesía y profesional
- Gimnasio exclusivo para socios
- Vestuarios Damas Y Caballeros
- PlayRoom
- SUM (Salon de Usos Múltiples)
- Dormitorios

## Deportes practicados en el club
- Remo
- Canotaje
- Basket
- Fútbol
- Natación
- Tenis

## Servicios Para los/as Socios/as
1. Clases de Remo Gratuitas.
2. Embarcaciones a disponibilidad de los/as socios/as.
3. Estacionamiento sin cargo los días de semana, los fines de semana y feriados con un arancel preferencial para los/as socios/as.
4. Acceso Gratuito al Gimnasio del Club.
5. Acceso Gratuito a Vestuarios.
6. Acceso Gratuito al Parque y Quincho (con múltiples parrillas).
7. Acceso Gratuito a las piletas.
8. Acceso Gratuito al SUM (TV, Play, Sillones, Cocina comunitaria, sala comedor comunitario, Dormis, Baños).
9. Escuela de Remo.
10. Escuela de Canotaje.
11. Descuentos en Klauss (restaurante).
12. Descuentos en Il Fiumme (Heladería).
13. Descuentos en Clases de Gimnasia, Yoga, etc (Espacio CAP)
14. Descuentos en Clases de Tango.
15. Descuentos en Clases de Tenis.
16. Descuentos en Colonia.

## Galería de imágenes

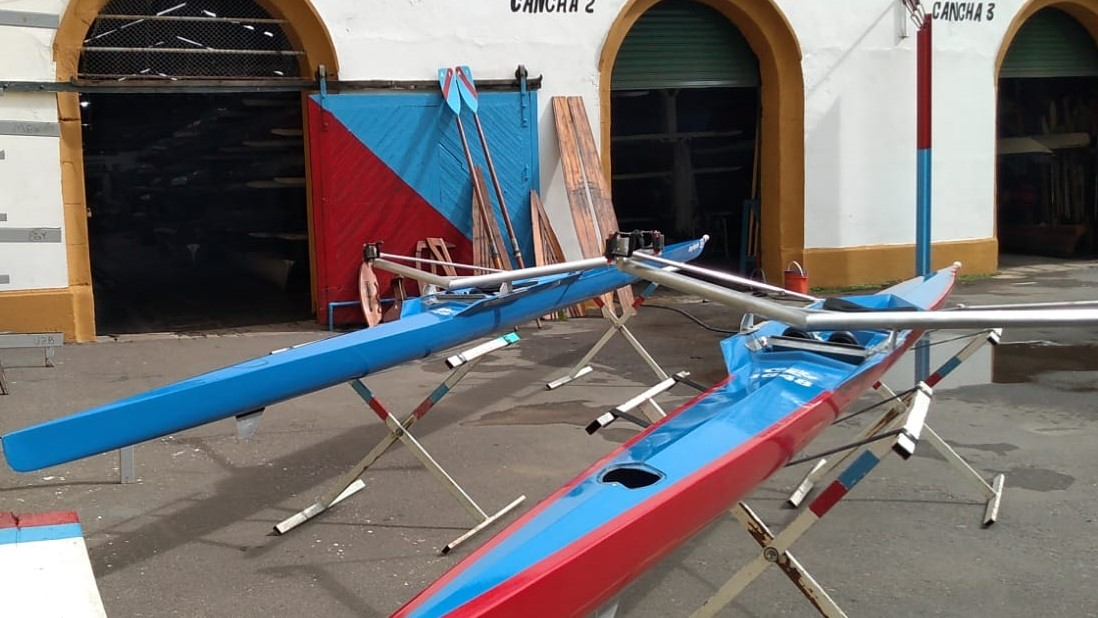
Singles de fabricación dentro de los talleres del Club
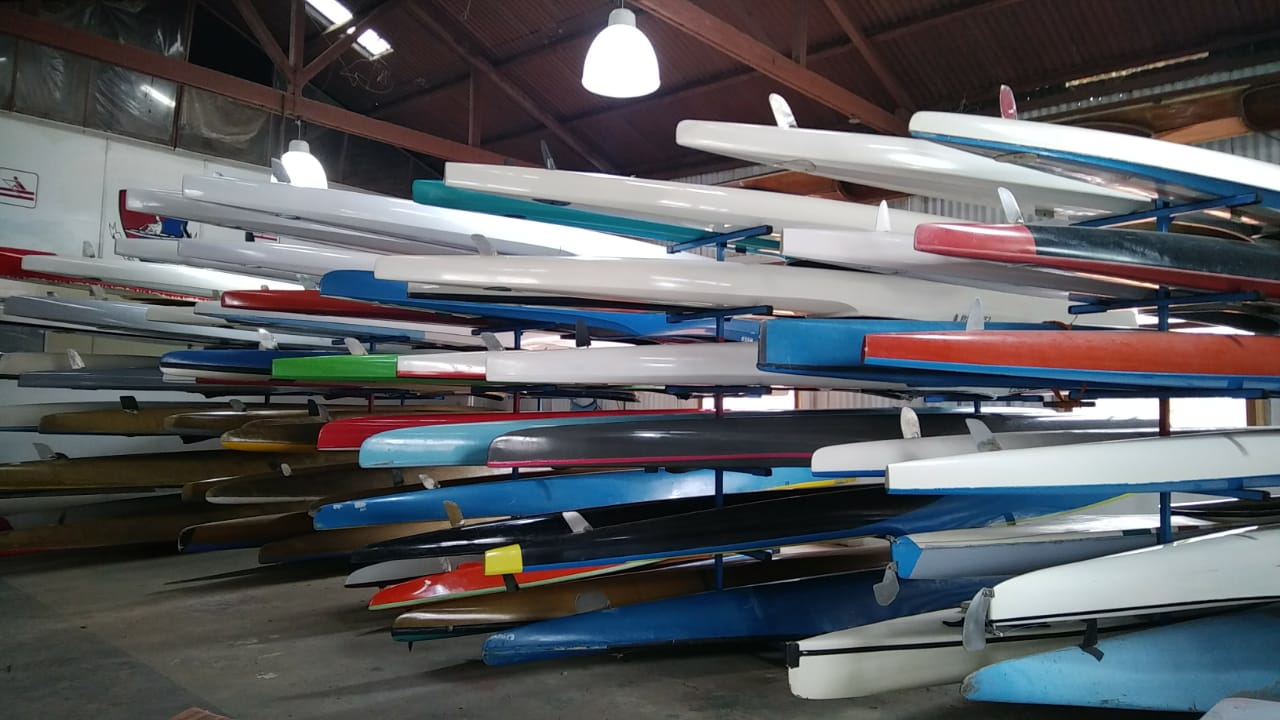
Flota propia para la Escuela de Canotaje